# Växtbelysning

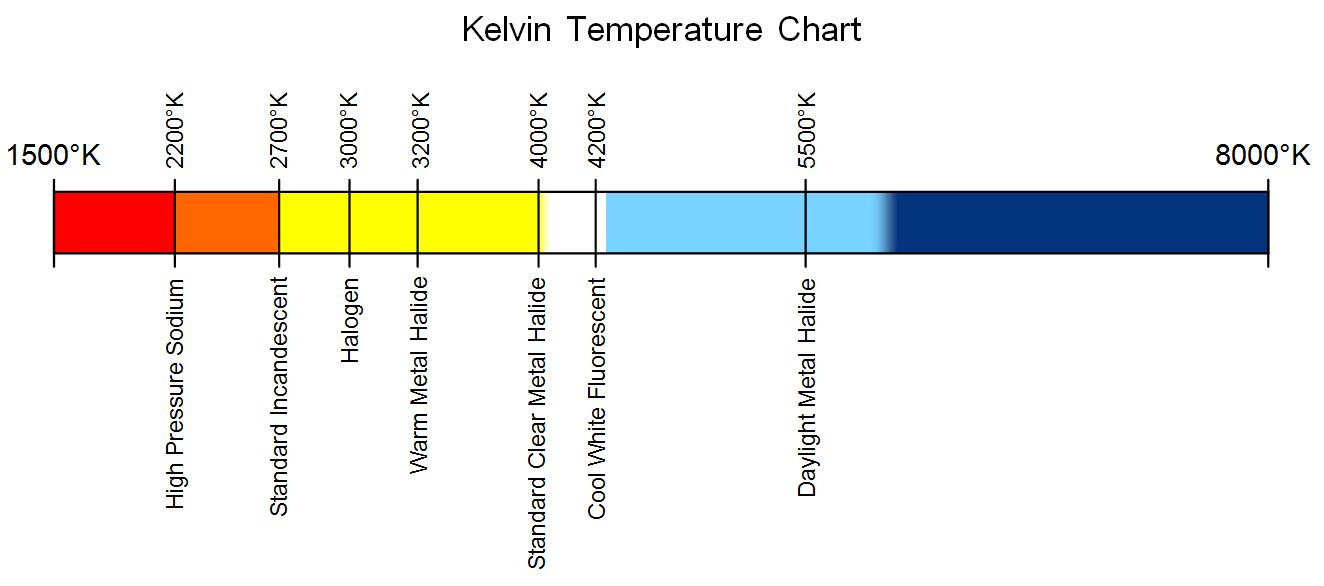
Färgtemperatur från olika ljuskällor.

Växtbelysning eller växtljus är belysning för odling av växter i brist på dagsljus, med våglängder anpassade efter växternas behov av ljus för fotosyntes. Belysningen används inomhus i växthus, orangerier eller hemma hos hobbyodlare.  

## Typer
Det finns flera olika typer av belysningar som används för odling. 

### LED
LED-tekniken har fördelen att de är väldigt energisnåla och de avger ett ljus som växter kan utnyttja i princip fullt ut. LED-produkter innehåller inte heller några giftiga ämnen eller gaser vilket också innebär ett miljövänligt användande. 

### Högtrycksnatriumlampor
Högtrycksnatriumlampor ger ett orange-gult ljus och används främst av professionella odlare i växthus. En fördel är att de är mycket energisnåla.

### MH-lampor (metallhalogen)
MH-lampor har ett brett ljusspektrum och ger ett bra ljus för odling. Även dessa lampor är energisnåla jämfört med konventionella glödlampor. De används främst i professionella odlingar. 

### Lågenergilampor
Används främst av hobbyodlare. De har fördelen att de alstrar mycket lite värme och går att använda i vanliga armaturer. 

### T5-lysrör
T5-lysrör har ett spektrum som passar bra för växter och alstrar mycket lite värme. Eftersom lysrören inte blir speciellt varma går de att placera nära växterna vilket ger en större ljuseffekt.  